# Río Todos Santos
El río Todos Santos es un curso de agua que nace en la Región de Tarapacá, fluye hacia el este, recibe por el norte las aguas del arroyo Sencata, cruza la frontera Bolivia-Chile, pasa por el poblado Todos Santos (Oruro), bordea por el norte el cerro Pilcomayo y desciende hacia el sur con el nombre río Sabaya para desaguar en el salar de Coipasa unos 10 km al oeste de la desembocadura del río Lauca.

## Trayecto

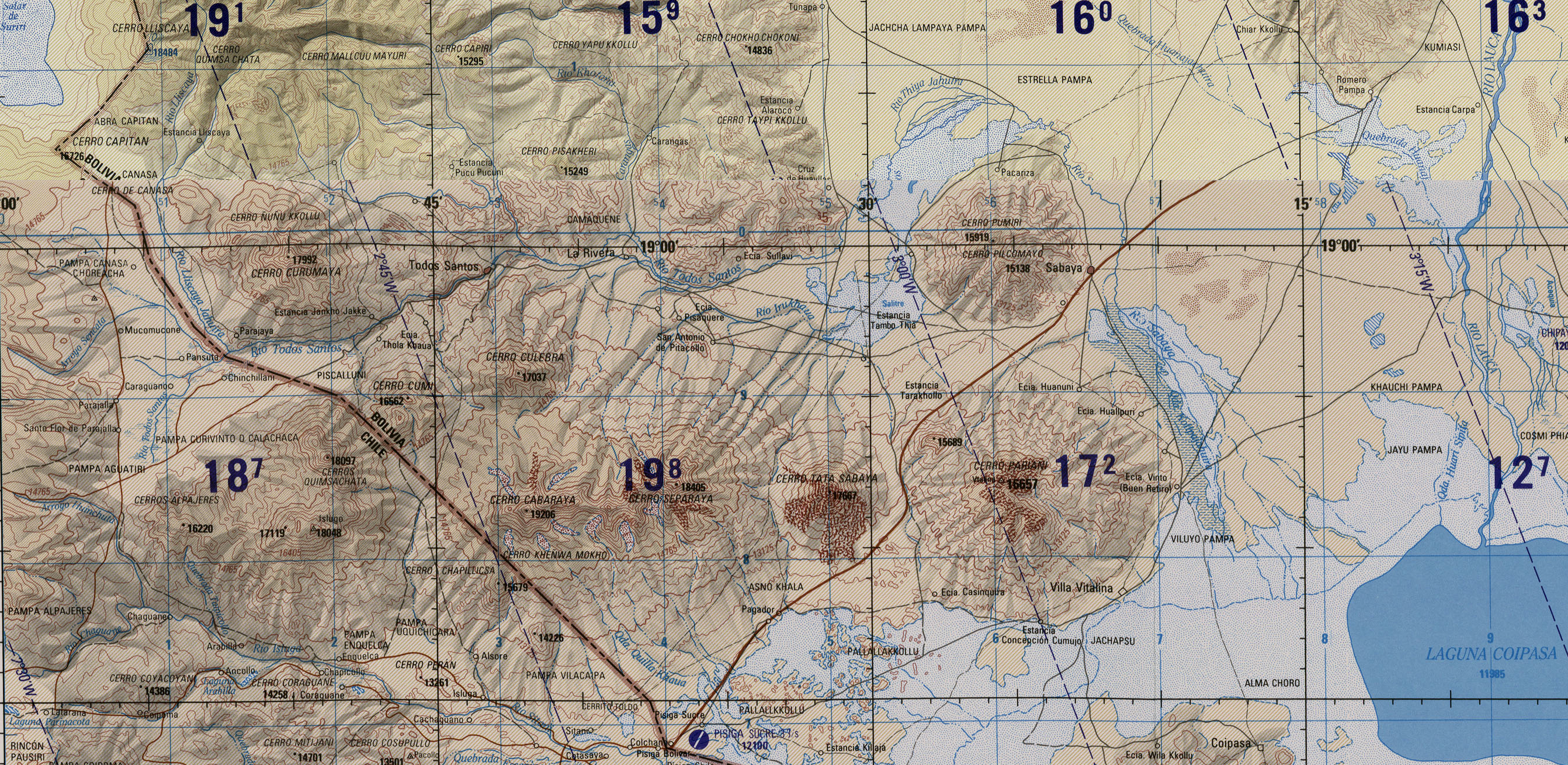
Río Todos Santos en un compuesto de dos mapas de las FF.AA. de U.S.A.

## Caudal y régimen
El río pertenece al Sistema TDPS, una cuenca endorreica ubicada en el centro de América del Sur que recoge las aguas del Lago Titicaca, las lleva por el Río Desaguadero hasta el Lago Poopó para, en los tiempos de abundancia de lluvia, llevarlas al Lago Coipasa por medio del río Laca Jahuira. 

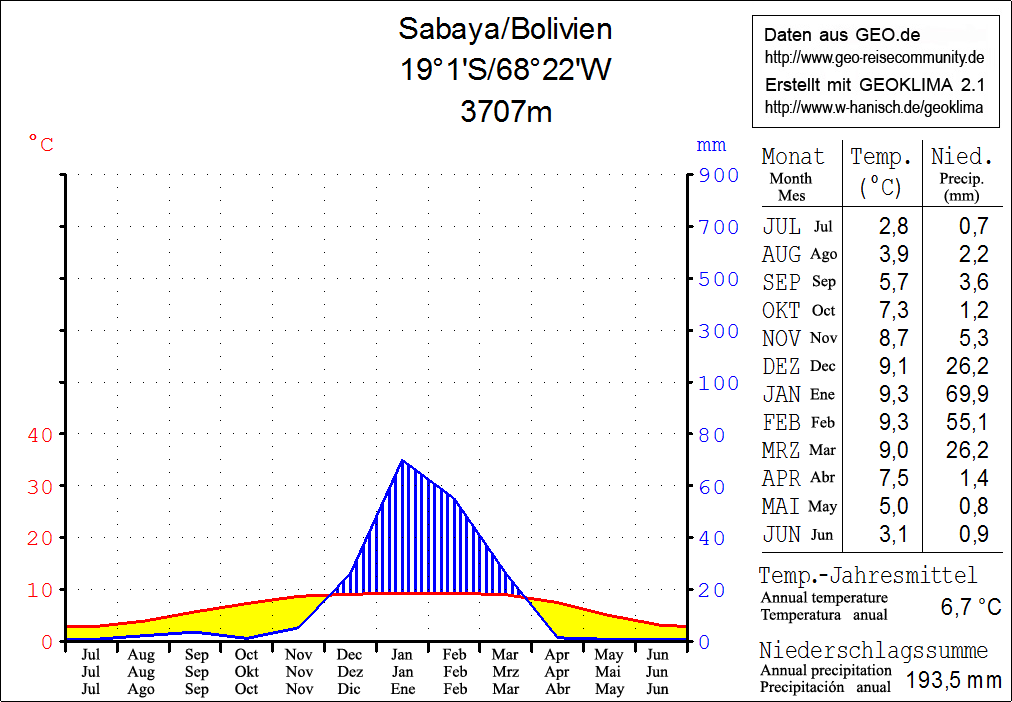
Temperaturas en °C y precipitaciones en mm en la zona de Sabaya.

## Historia
Luis Risopatrón lo describe en su Diccionario Jeográfico de Chile:
Todos Santos (Rio). 19° 04' 68° 53' Tiene 3 m de ancho, 30 centímetros de profundidad i es de fondo pantanoso, pero ofrece vado al pié del cerrito Payacollo, donde lo corta la línea de límites con Bolivia. 116, p. 272; 134; i 156.